# Мванавіна II
Мванавіна II (*д/н — 1879) — мбуму ва літунга (володар) держави Бароце в 1876—1878 роках.

## Життєпис
Походив з династії Ньямбе. Син Сібесо і онук літунги Муламбви Сантулу. 1863 року загинув його батько. 1876 року після смерті стриєчного брата — мбаму-ва-літунги Сіпопи Лутангу повстав проти його спадкоємця Мови Мамілі.
В Катонго був оголошений володарем держави. Спирався на рідних братів, що обіймали посади вождів та військовиків. швидко повалив Мову Мамілі. Втім не міг повністю приборкати підвладні племена та родичів. Для посилення авторитету роду призначив свою однорічну доньку Мвангалу намісником півдня. Але у 1878 році був повалений, а потім засланий на острів поблизу Нґамбве. тут 1879 року його було отруєно або заморено голодом.
Трон перейшов до його стриєчного брата Леваніки I.